# Еґон Шіле
Еґон Шіле (нім. Egon Schiele; 12 червня 1890, Тульн-на-Дунаї — 31 жовтня 1918, Відень) — австрійський живописець і графік.

## Життєпис
Молодий і амбітний художник мав просте походження. Мати Марі — чешка, родом з Південної Богемії (м. Крумлов). Батько Адольф Шіле — службовець на залізниці. Дві сестри — Мелані та Ґертруда. Смерть батька (1905 р.) стала найсильнішим протрясінням для Еґона. Юнак виховувався у родині дядька Леопольда Чіхачека, куди його віддала мати.
У 1906 році він вступив у Віденську школу мистецтв і ремесел, потім перейшов у Академію образотворчого мистецтва.
Перша виставка художника відбулася в 1908 році в містечку Клостернойбург під Віднем, де Шіле раніше навчався в школі. У 1909 році Клімт запросив Шіле взяти участь у виставці в Художній галереї Відня, де роботи молодого художника стояли поряд з роботами Ван Гога, Едварда Мунка та ін.
У 1911 у Шіле виникають стосунки з юною натурницею Вальбурґою (Валлі) Нойціль, яка на кілька років стає його коханкою і музою численних робіт, включно з Портретом Валлі. Зважаючи, що на час знайомства Валлі була ще неповнолітньою, їхній роман викликав осуд та навіть короткочасний арешт Шіле, звинуваченого у розбещенні та в порнографії.
Шіле заснував невелику «Групу нового мистецтва» (нім. «Neuekunstgruppe») та з кінця 1909 року став організовувати свої виставки. На одній з них Еґон познайомився з письменником і критиком-мистецтвознавцем Артуром Ресслером, який звів художника з великими колекціонерами й меценатами (О. Райхель та К. Райнінґгаузом).
З 1913 року — член Асоціації австрійських художників. Бере активну участь у виставках в Будапешті, Кельні, Дрездені, Мюнхені, Парижі, Римі та вперше у «Вієрській сецесії». У 1916 році призваний до армії, незадовго до цього Еґон одружується з Едіт Гармс. Службу проходить у Празі, згодом був призначений у Відень. Адміністративну службу проходить у таборі військової в'язниці Мюлінг. Попри це «Die Aktion» друкує спеціальне видання Шіле.
Після смерті Клімта навесні 1918 року Шіле претендував на роль найбільшого художника Австрії. Його кар'єра і слава досягає піку, забезпечивши його фінансово, численними замовленнями, можливістю розвиватися, мати будинок, сім'ю, хорошу майстерню та блискучі перспективи.
Але через кілька місяців після тріумфу, напередодні Дня всіх святих тридцять першого жовтня 1918 року, через три дні після смерті вагітної дружини Едіт, художник помер від смертельного вірусу грипу під час світової епідемії іспанки, яка забрала тоді двадцять мільйонів життів, обірвавши і його життєвий шлях у 28 років.

## Спадщина
У спадщину художника входять близько 300 картин і кілька тисяч малюнків. Після смерті Шіле, експозиції його картин виставлялися і продовжують виставлятись у найбільших музеях світу.
На художню манеру самого Шіле мала вплив сміливість композиційних побудов Густава Клімта. У мистецтві Шіле швидко виробив власну манеру і наважувався йти індивідуальним шляхом. Він багато малював, і його графічні роботи (попри штудії натури) стали в рівень з його закінченими роботами, отримали самостійну мистецьку вартість.
Ранні роботи відзначені впливом Клімта: фігури, розташовані на порожньому тлі, охоплені хвилеподібним контуром, характерним для декоративного стилю ар-нуво, барвистий шар збагачується золотими і срібними проблисками (Сестра Ґертруда, 1909, Ґрац, приватне зібрання).
Шіле жив у Відні в епоху зародження фрейдизму. Саме в цей період у суспільстві вперше заговорили про важливість сексуальності людини. Художник починає досліджувати ці теми — так з'являються автопортрети. Якщо досліджувати світ мистецтва, то ню і автопортрет були різними жанрами, а Шіле вирішив їх об'єднати.
Коли художнику сповнюється лише двадцять років (з 1910 року), його роботи набувають самостійності та оригінальності, де головними відмітними особливостями стають лінія і контур, а фірмовим знаком — сексуальність і еротика як уособлення життя і смерті. Надалі лінійний стиль Шіле знаходить типову для експресіонізму драматичну напруженість: моделі представлені у складних спіралеподібних розворотах, пози, змальовані різкими вигинами незграбного контуру, передають внутрішній надлом (Художній критик Артур Реслер, 1910; Автопортрет, 1911, обидва — Відень, Історичний музей). У портретах Шіле тілесні рухи володіють фізіономічною виразністю, а міміка — красномовністю жесту. Болісний надрив, душевне сум'яття проявилися у фігурах оголених, з їхньою афектованою жестикуляцією і спотвореними пропорціями (акварелі Оголена, 1911; Оголений, 1912, обидві — Відень, Історичний музей).

Автопортретів у Еґона Шіле дуже багато, вони різні — подвійні, потрійні, оголені і звичайно, часто вже не схожі на автора. Сам художник говорив: 
«Коли я бачу себе цілком, я повинен бачити себе і знати, чого я хочу, знати не тільки, що відбувається всередині мене, а й як я здатний виглядати, які кошти є в моєму розпорядженні, з яких загадкових субстанцій я створений і що з них я сприймаю і сприйняв досі».
Ставлення до матері стало темою однією із знакових картин художника «Помираюча мати». Вона була написана в 1910 році, коли мати художника була ще жива й здорова. На картині — портрет блідої, кістлявої жінки, обличчя якої більше схоже на маску смерті. Мати зображена на задньому плані, як рубін, червона пляма — її дитина в центрі полотна.
Немовля Шіле зобразив із живим рожево-червоним обличчям, помістивши його в чорний кокон смерті, а маска його матері та її кістляві руки нагадують обійми смерті. Подвійна чорна спіраль — навколо матері і дитини — підсилює трагічність картини і говорить про присутність смерті вже в самому зародку життя. Ця картина — ключ до розуміння творчості Еґона Шіле.
Майже всі особи на картинах Еґона Шіле виглядають як посмертні маски трупів, схожі на обличчя смерті з картини «Смерть і дівчина», а оголені жінки в картинах пізнього періоду — на неживих ляльок.
Теми любові, життя і смерті проходять наскрізною лінією через творчість художника, навіть якщо на картинах зображені дерева, будинки й пейзажі. Нервова, експресивна манера, ламана лінія контуру роблять художника яскравим представником австрійського модерну і експресіонізму, який уособлює нове мистецтво початку XX століття.

У роботах пізнього періоду (1915—1918) композиції стають щільнішими, узагальнені обсяги набувають стійкості, а колорит — барвистості народної картинки (Мати з двома дітьми, 1915—1917, Відень, Галерея австрійського живопису). Помер художник від епідемії іспанки, яка обірвала його життя у 28-річному віці.

## Визнання
Про життя Шіле написані романи «Зарозумілість» Джоани Скотт (1990) і «Порнограф з Відня» Люїса Крофтс (2007).
Про нього знято ігровий фільм «Еґон Шіле  — Життя як ексцес» (1981, в головних ролях Матьє Кар'єр і Джейн Біркін).
Стосунки з Валлі Нойціль і становолення Шіле як художника стали сюжетом австрійського фільму Еґон Шіле: Смерть і дівчина (2016).
Мілен Фармер в одній зі своїх найвідоміших пісень «Je te rends ton amour» (1999) згадує ім'я художника: «Je te rends ton amour / Redeviens les contours / De mon seul maître: Egon Schiele et …» (Я повертаю твою любов / стану знову контуром малюнка / Мого єдиного вчителя: Еґона Шіле і ...). У фільмі Рауля Руїса «Клімт» (2005), Еґона Шіле грає Микола Кінскі.
Найдорожча картина Шіле — велике двостороннє полотно (109×139 см) «Самотній будинок» — була продана в 2006 році на Christie's за $22,4 млн. Акварель «Автопортрет у клітчатій сорочці» (45×30 см) на Sotheby's досягла рекордної вартості — $11,4 млн.

## Галерея творів

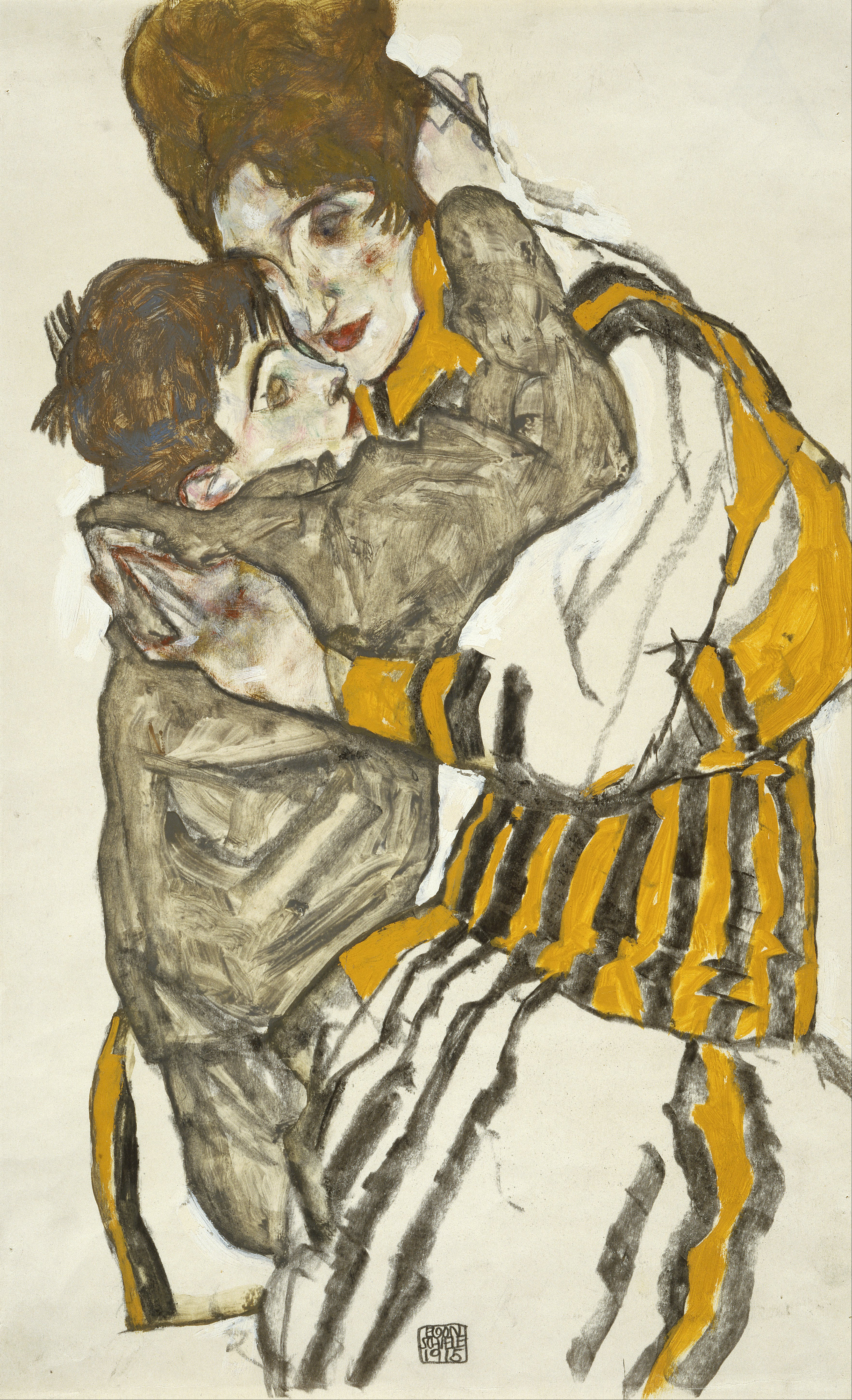
«Дружина Шіле з племінником», 1915 р.

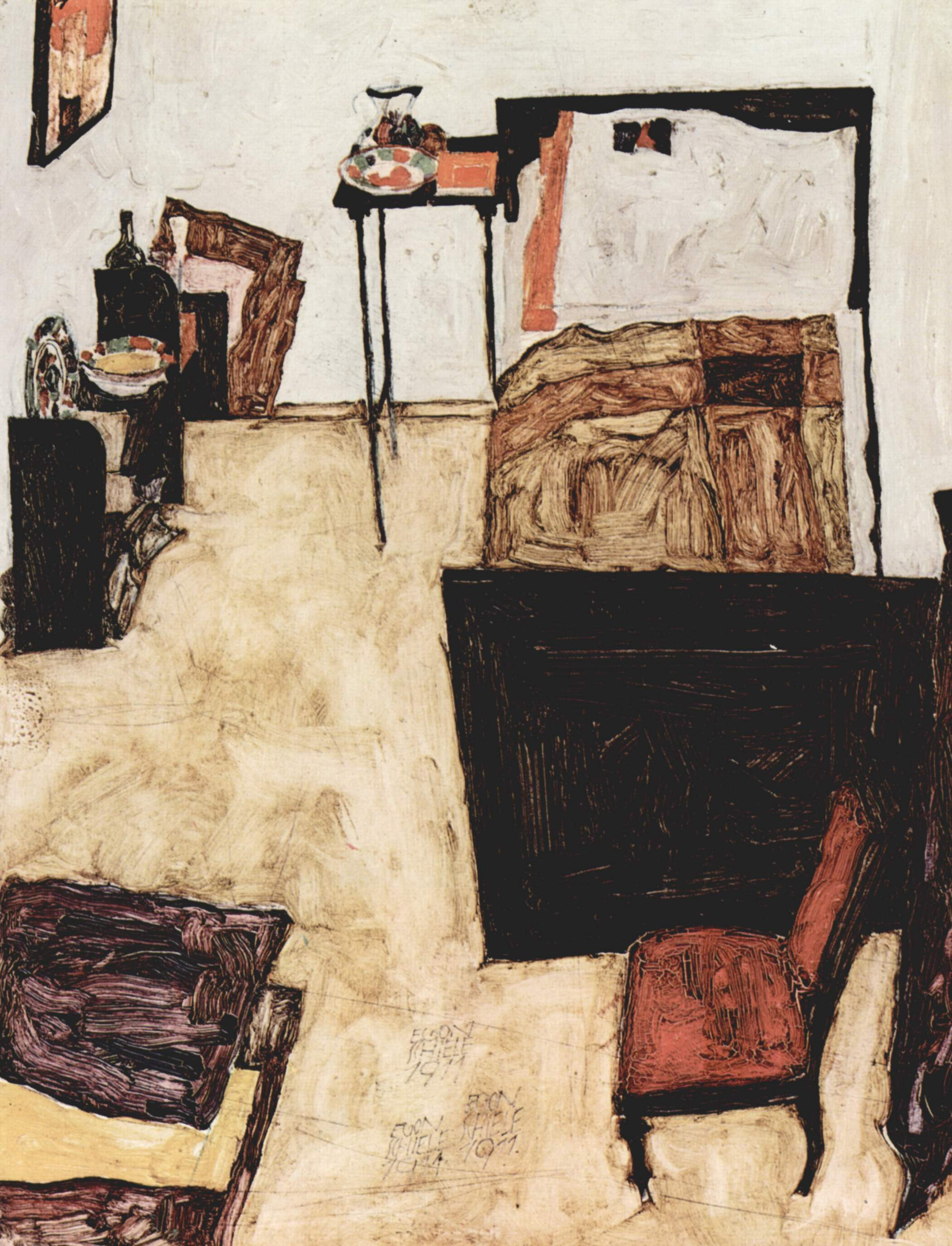
«Кімната готелю в Нойленгбаху», 1911 р.
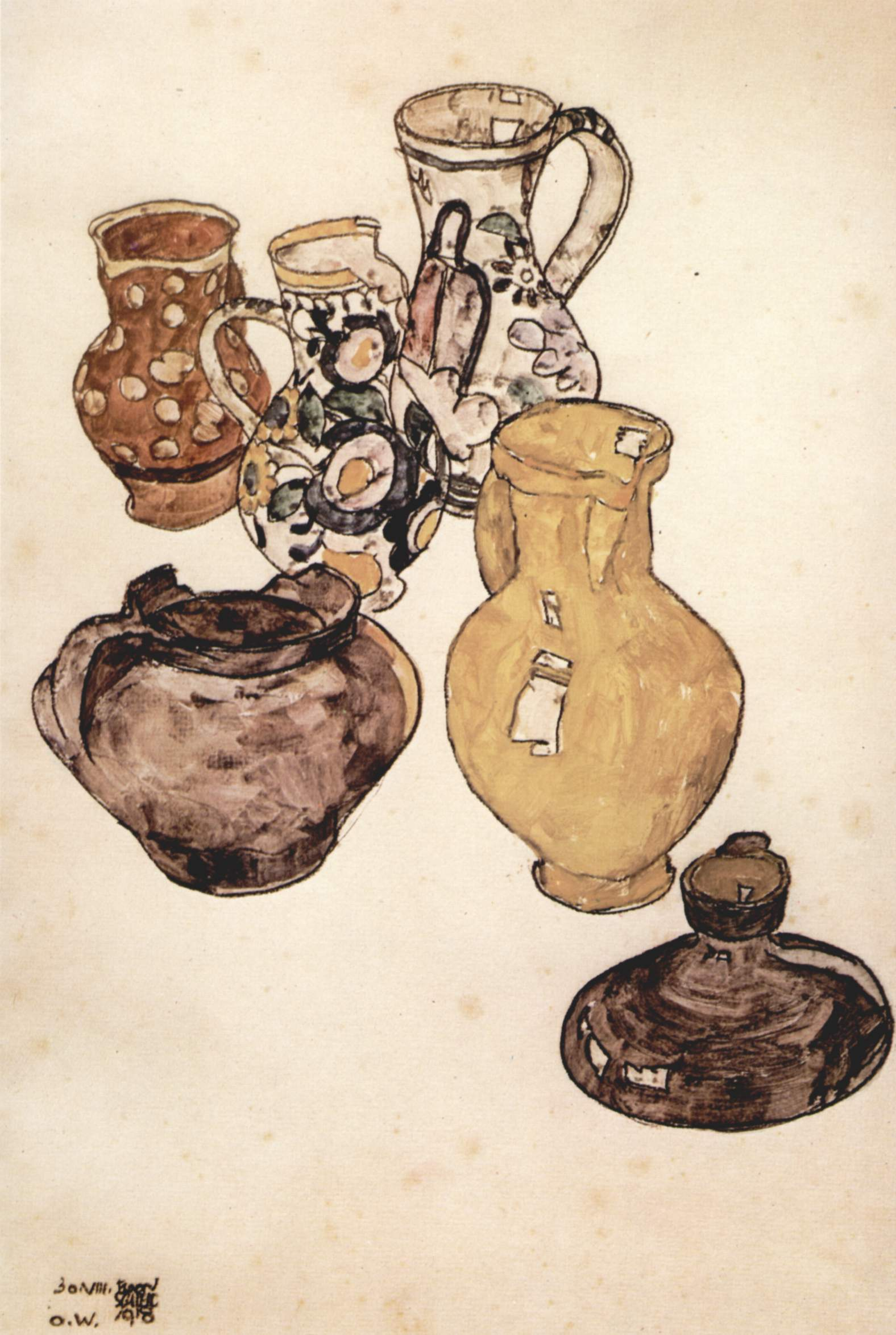
Натюрморт «Глечики»
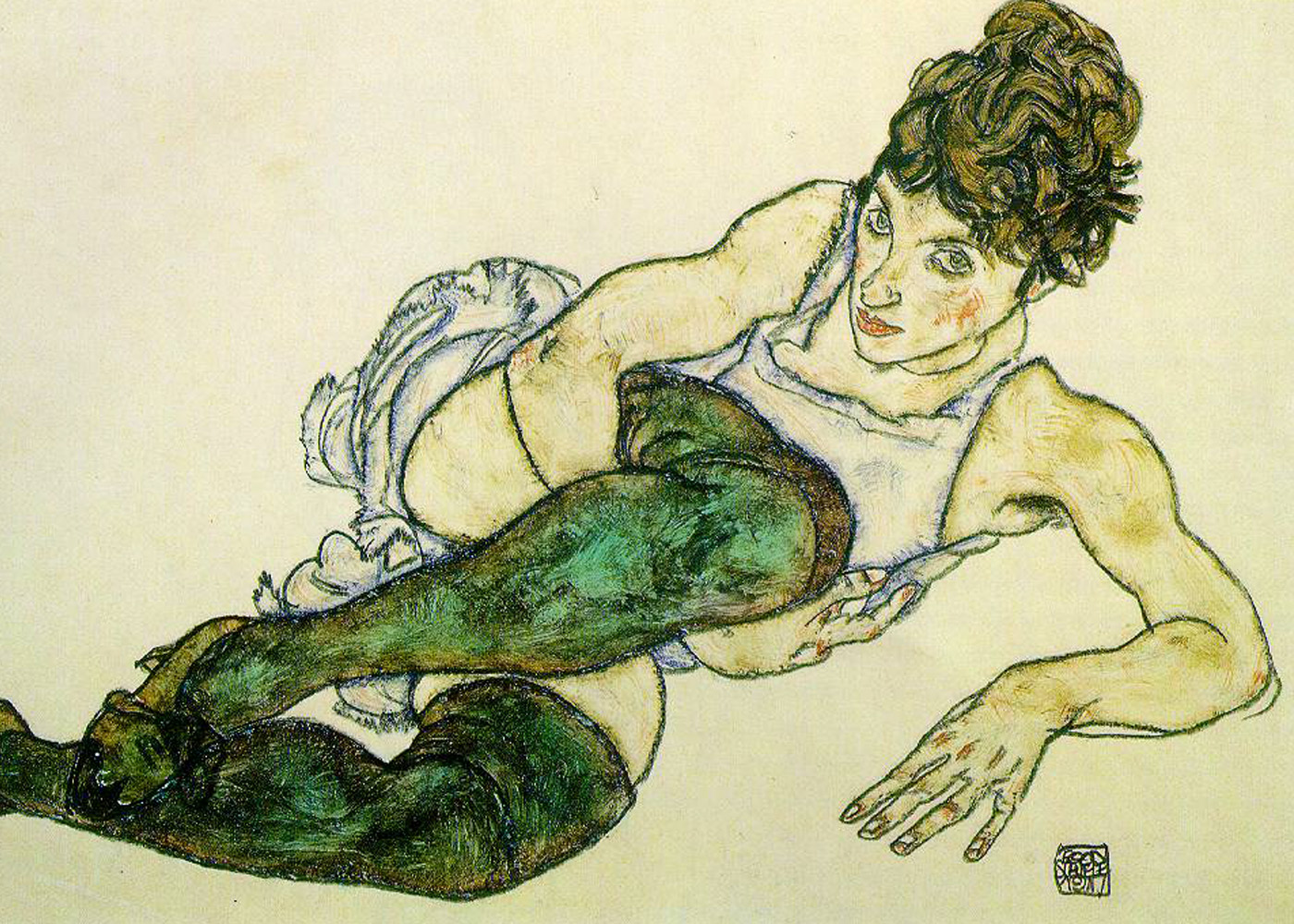
«Зелені панчохи»
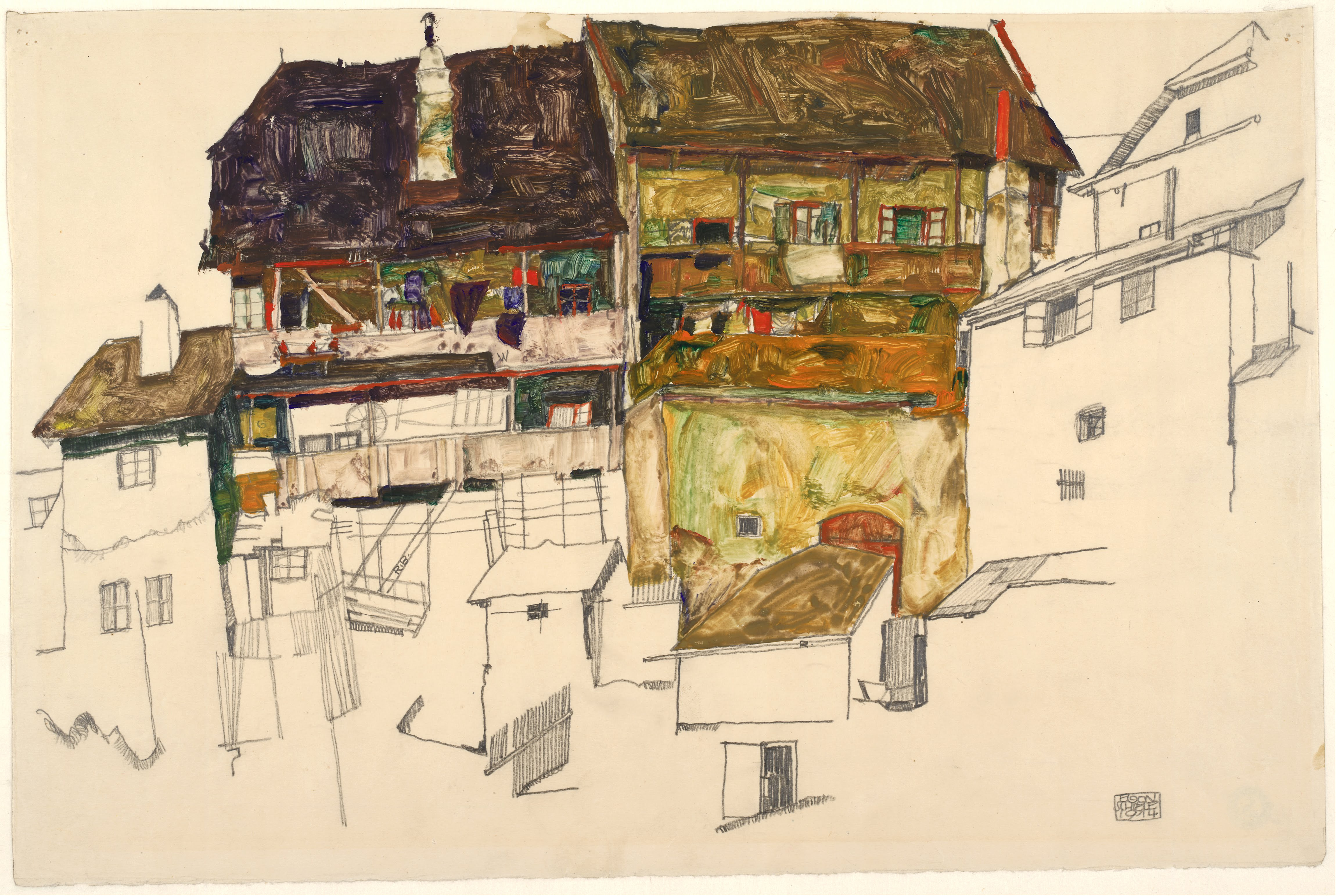
«Старі будинки в Крюмау», 1914 р.
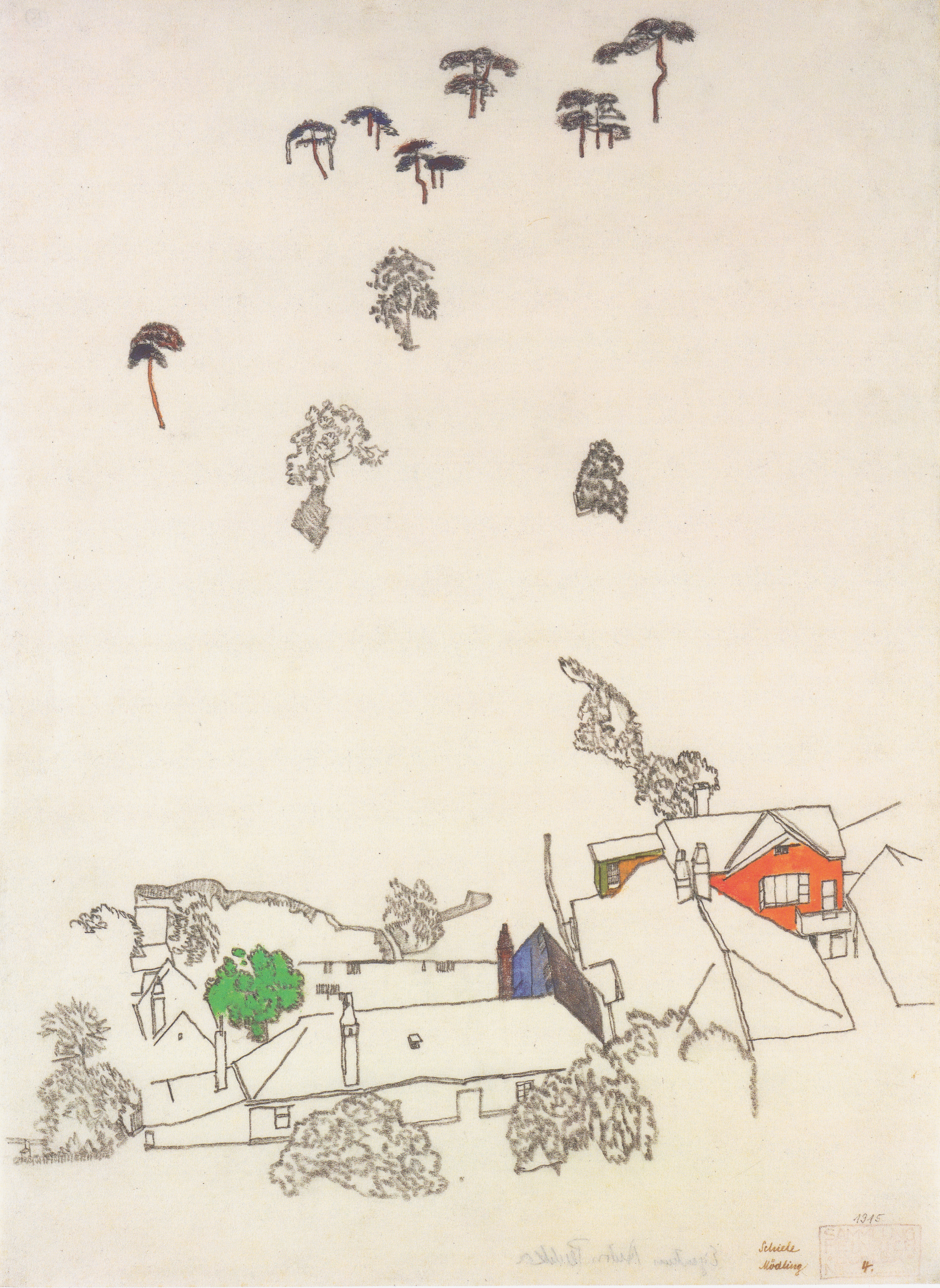
«Будинки і сосни, Модлінг», 1915 р.
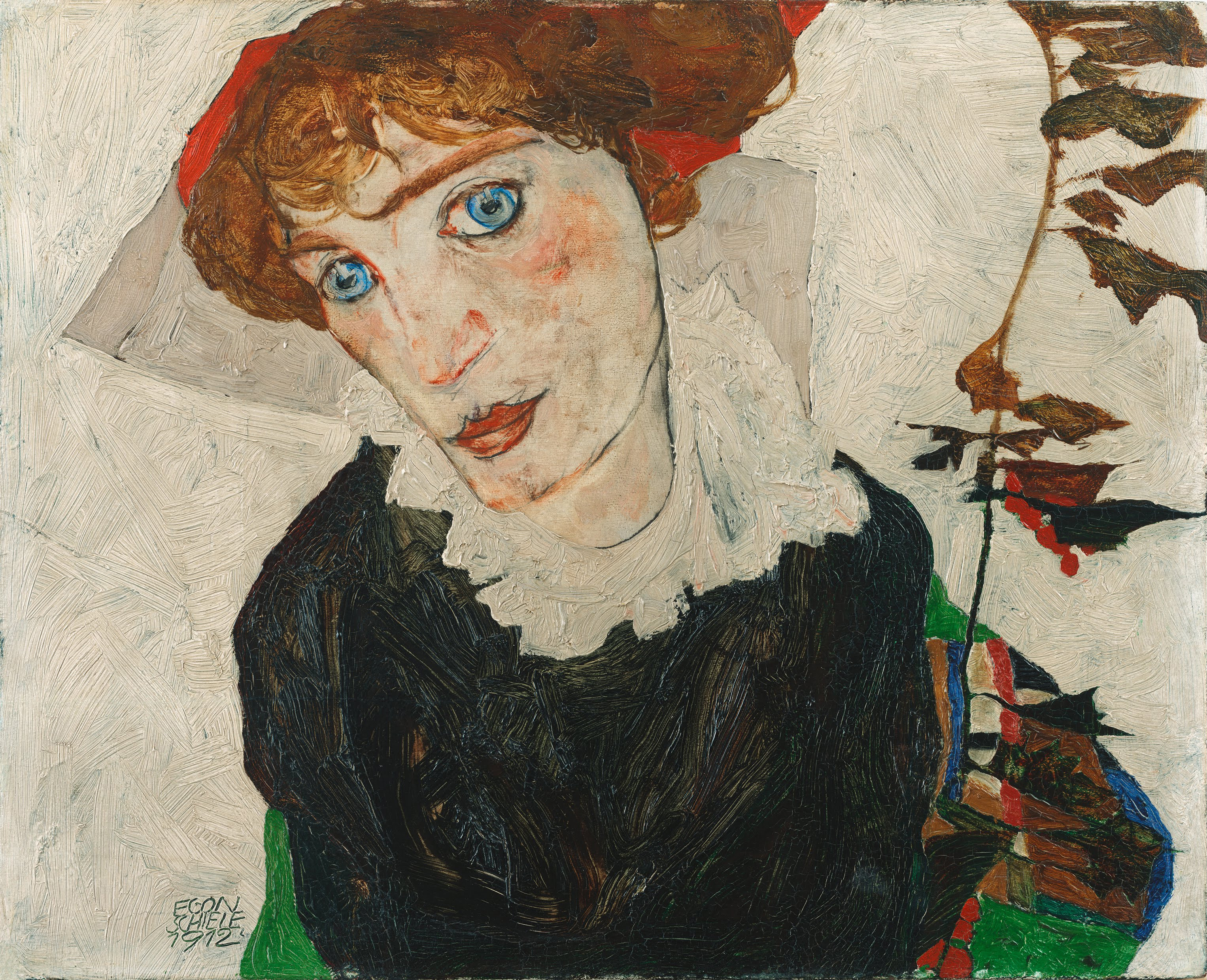
«Потрет Валлі Нойціль», 1912 р.
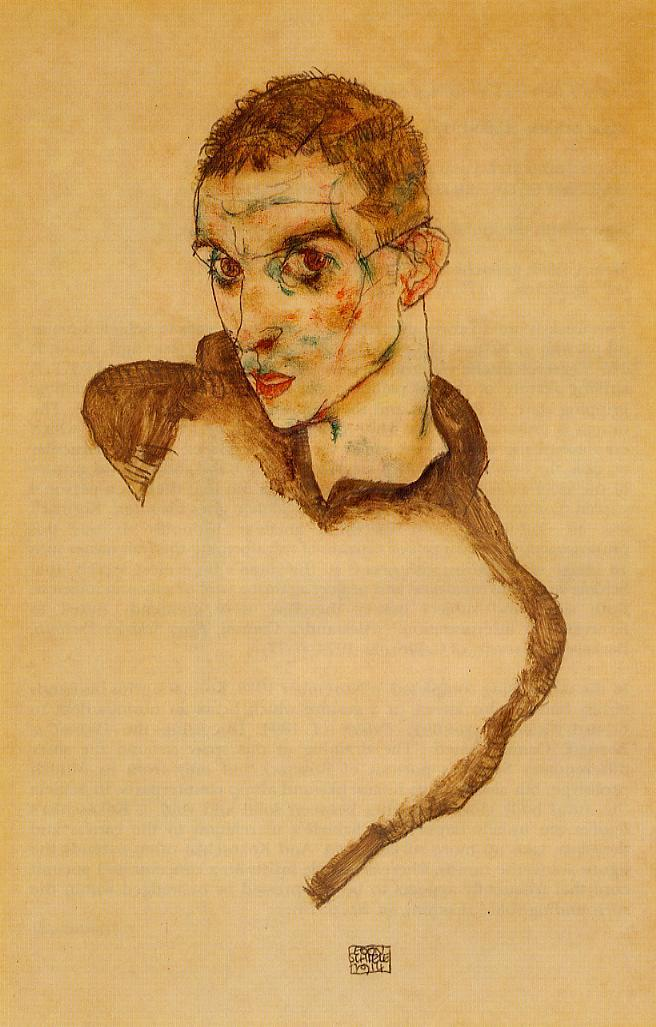
«Автопортрет», 1914 р.
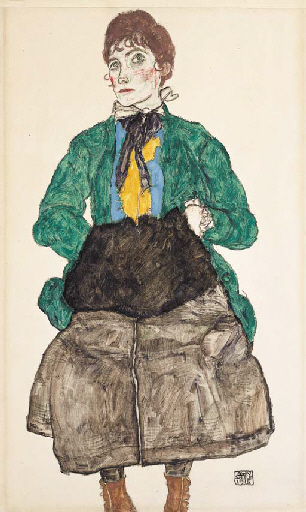
«Пані в зеленому», 1915 р.